# باریروس (پرنامبوکو)
باریروس (به پرتغالی: Barreiros) یک منطقهٔ مسکونی در برزیل است که در پرنامبوکو واقع شده‌است. باریروس ۲۳۳٫۳۷ کیلومتر مربع مساحت و ۴۲٬۷۶۴ نفر جمعیت دارد و ۲۲ متر بالاتر از سطح دریا واقع شده‌است.